# Un village presque parfait
Pour plus de détails, voir Fiche technique et Distribution.
Un village presque parfait est un film français réalisé par Stéphane Meunier sorti en 2015.
Il s'agit du remake français du film québécois La Grande Séduction (2003).

## Synopsis
Saint-Loin-la-Mauderne est un petit village pyrénéen charmant, isolé, dont la quasi-totalité des habitants travaillaient à l'usine de saumon fumé, péchés dans la rivière. Mais une papeterie en aval a pollué l'eau et provoqué la fermeture de l'usine et la disparition des saumons, même si la papeterie a fermé. Depuis l'usine n'a jamais retrouvé de repreneur, le village subit l'exode rural et est à l'abandon, l'école a fermé. Tous, y compris le maire, vivent des minima sociaux. L'espoir renaît lorsque le dossier de demande d'aide à l'Union européenne est accepté pour implanter une nouvelle entreprise. Mais une des conditions n'est pas remplie, il faut qu'il y ait un médecin en poste au village pour 5 ans. Le maire et les villageois entreprennent des recherches pour recruter ce médecin, en vain. Une nuit, à Paris, un policier municipal, originaire de Saint-Loin-la-Mauderne, interpelle pour infraction routière un jeune médecin, qui souhaite embrasser la carrière de chirurgien esthétique. Pris avec une petite quantité de drogue, un « marché » est passé : le policier municipal passe l'éponge si le médecin vient faire une période d'essai d'un mois au village. Le maire et les habitants font tout pour rendre le village le plus accueillant possible, afin que le docteur s'installe définitivement. Ayant appris qu'il est passionné de cricket, ils convertissent le terrain de rugby en terrain de cricket et tentent, avec beaucoup de difficultés, d'apprendre à y jouer. Le maire et ses acolytes écoutent ses conversations téléphoniques, pour connaitre ses goûts et ses intentions. Apprenant que son plat préféré est le bœuf Stroganov, il est inscrit comme plat du jour du seul restaurant du village.

## Fiche technique
- Titre : Un village presque parfait
- Réalisation : Stéphane Meunier
- Scénario : Jérôme L'Hotsky, Josselyn Bossennec, Yoann Guillouzouic et Stéphane Meunier d'après le scénario de Ken Scott de La Grande Séduction réalisé par Jean-François Pouliot
- Adaptation et dialogues : Jérôme L'Hotsky et Djamel Bensalah
- Directeur de Production : Thierry Cretagne
- Musique: Charlie Nguyen Kim, Pierre Perez-Vergara
- Image : Baptiste Nicolaï
- Montage : Vincent Trisolini
- Décors : Riton Dupire-Clément
- Régisseur général : Nicolas Ploux
- Producteur : Djamel Bensalah
- Producteur associé : Serge Hayat
- Société de production : Miroir Magique!, Miroir Magique! Cinéma, SND, SNC, France 2 Cinéma, Canal+, Ciné+, France Télévisions, Indéfilms 2, Cinémage 8, La Banque Postale Image 7, Palatine Etoile 11
- Soutiens à la production : région Midi-Pyrénées, CNC, Angoa-Agicoa et Procirep
- Société de distribution : SND (France) et Cinemundo ( Portugal)
- Pays d'origine :  France
- Langue originale : français
- Format : couleur
- Budget : 7.17 M€[1]
- Genre : comédie
- Durée : 90 minutes
- Date de sortie : 11 février 2015 (France) et 7 mai 2015 (Portugal)
- Box-office France : 480 548 entrées[2]
- Box-office Portugal : 7 050 entrées
- Visa d'exploitation n°131148

## Distribution
- Didier Bourdon : Germain, maire de Saint-Loin-la-Mauderne
- Lorànt Deutsch : Maxime « Max » Meyer, médecin
- Carmen Maura : Carmen, épouse de Germain
- Denis Podalydès : Henri « guichet automatique », directeur de l'agence de la Banque postale
- Lionnel Astier : Yvon, le pêcheur, ami de Germain
- Élie Semoun : Denis, ami de Germain
- Gwendolyn Gourvenec : Ève, institutrice
- Annie Grégorio : Clothilde, épouse d'Yvon
- Armelle : Josiane, tenancière de café restaurant
- Patrick Ligardes : Chavi
- Luc Palun : Esteban
- Ursula Deuker : la fonctionnaire européenne
- Pierre Ménès : Brice
- Barbara Bolotner : la fille à la cicatrice
- Satya Oblette : Sandjiv
- Dorinda Guérin : Lucie
- Eric Bougnon : le fermier
- Vladim-Argan Joffin : le gamin aux jumelles
- Alice Cherief : Valérie Ithurbide
- Delphine Alvado : Francine Ithurbide
- Yves Huet : conducteur du car
- Christian Laurioux : Marcel
- Marion Jacquot-Colosio : la fermière enceinte
- Denis Escadafals : le fonctionnaire UE
- Nathalie Riéra : la postière
- Jean Claverie : Hubert
- Aimé Ferrère : Aimé
- Joseph Pocino : vieil homme consultation
- Martial Da Silva : rugbyman consultation
- Clément Brouca : homme tracteur
- Robert Garrouste : villageois
- Anne-Bérangère Elissalde : dame courses
- Marie-Hélène Petitdomange : villageoise 1 avec enfants
- Céline Thibaut : villageoise 2 avec enfants
- Émilie Letendre : fausse mère Ève
- André Rumeau : vieux sage
- André Dubarry : vieux songeur
- Sabine Crossen : une Femme à la fête
- Joséphine Japy : la directrice régionale de la Poste
- Elvira Vitale : la voix de Katia
- Alice Aufray : Katia, compagne de Maxime (photo)
- Fabien Salamone : doublure d'Henri
- Djamel Bensalah

## Production

### Tournage
C'est le village d'Aulon, dans les Hautes-Pyrénées, qui a accueilli le tournage, dont une partie des vrais villageois jouent dans le film. Une scène d’embouteillage dans les dernières minutes du film a également été tournée à Boulogne-Billancourt, à proximité de l’île Seguin.

## Analyse